# كانتون فلسطين
كانتون فلسطين (بالإنجليزية: Palestine Canton)‏ هو كانتون في الإكوادور، يتبع Palestina, Ecuador ‏، ومقاطعة غاياس.